# 久保克斗
久保 克斗（くぼ かつと、1998年11月7日- ）は、ジャパンラグビーリーグワン横浜キヤノンイーグルスに所属するラグビーユニオン選手。

## プロフィール
- 東京都出身
- ポジションはロック(LO)。
- 身長 192 cm、体重 108 kg
- 愛称はかつと。
- ジュニア・ジャパンに選ばれたことがある[1]。
- U20日本代表に選ばれたことがある[2]。

## 略歴
小学4年生からラグビー （西東京ラグビースクール） を始めた。
2017年、國學院栃木高校卒業後、帝京大学に入る。なお國學院栃木高校時代、高校日本代表候補に選ばれたことがある。
2021年、帝京大学卒業後、キヤノンイーグルス(現・横浜キヤノンイーグルス)に加入。
2023年4月23日に行われたJAPAN RUGBY LEAGUE ONE第16節カンファレンスBコベルコ神戸スティーラーズ戦にて先発出場でリーグワン公式戦初出場を果たした。